# 秋本憲治
秋本憲治（あきもと けんじ、1962年1月26日－）は、ファシリテーター。神奈川県出身。神奈川大学卒業。（株）ATAラーニング代表取締役。元俳優。

## 出演
- 太陽にほえろ!第473話「ダーティなゴリ」（1981年9月4日　日本テレビ）
- 太陽にほえろ!第540話「北の女」（1983年1月21日　日本テレビ）

## 著作
- 「口下手・人見知りでも売れる“売り込まない営業”」（現代書林）。ISBN 978-4774513812